# Amlaíb
Amlaíb (?–977), byl král Skotska (království Alba) zřejmě v letech  971/976–977. Byl synem krále Indulfa a bratr krále Cuiléna.
Zmínka o něm pochází z Tigernachových análů a Ulsterské kroniky, kde je uvedeno, že byl zabit Kennethem II. Jeho jméno není obsaženo v žádném seznamu králů, ani není uvedeno ve výčtu panovníků z roku 973, kteří se setkali s králem Anglického království Edgarem v Chesteru. Skotsko zde zastupoval Kenneth II., a tak období Amlaíbovy vlády není přesné známo.